# Saddlers
Saddlers, miasto w Saint Kitts i Nevis, na wyspie Saint Kitts; 980 mieszkańców (2006).